# Baruun-Urt
Baruun-Urt (in mongolo Баруун-Урт) è una città della Mongolia, capoluogo della provincia di Sùhbaatar, si trova nel sum di Sùhbaatar ma ha un'amministrazione indipendente. Aveva, al censimento del 2000, una popolazione di 15.133 abitanti.

## Economia
A nord della città (a 13 km, 46°46′57″N 113°19′35″E) si trova la miniera di zinco di Tômôrtijn ovoo (Төмөртийн овоо), ufficialmente in funzione dal 28 agosto 2005 e gestita dalla compagnia Tsairt Mineral LLC. Il minerale viene trasportato alla stazione ferroviaria di Sajnšand ed esportato attraverso la ferrovia Transmongolica.

## Popolazione
| 1959 stima | 1969 cens. | 1979 cens. | 1989 cens. | 1994 stima | 2000 cens. | 2006 stima | 2008 stima |
| ---------- | ---------- | ---------- | ---------- | ---------- | ---------- | ---------- | ---------- |
| 6.000      | 8.000      | 11.600     | 16.100     | 17.289     | 15.133     | 12.000     | 12.944     |